# Anthrazit-Streik

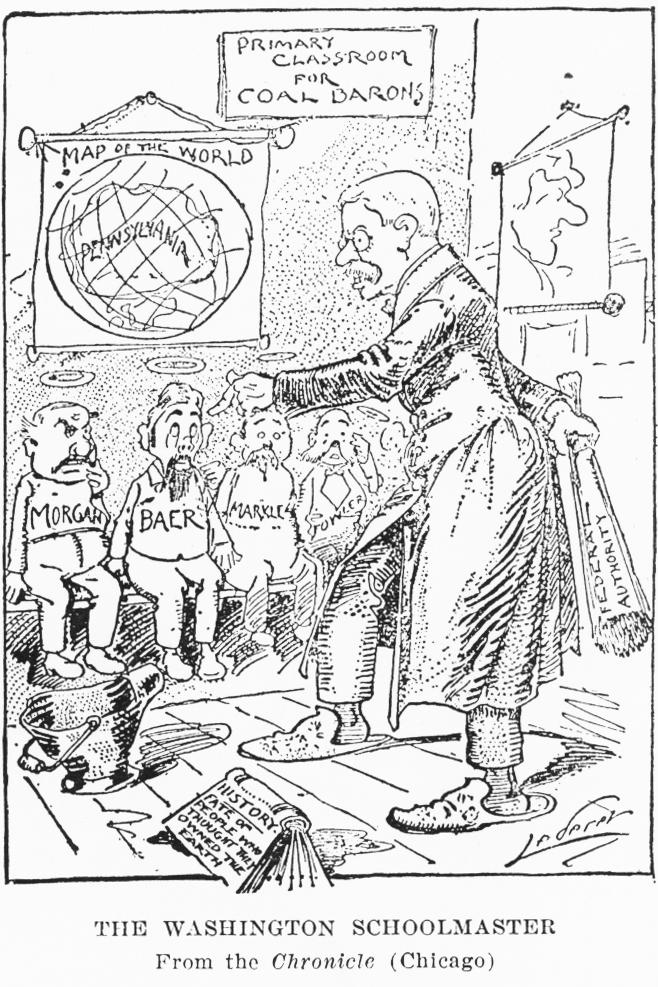
Zeitgenössische Karikatur: „The Washington Schoolmaster“. Roosevelt wird als „Oberlehrer“ gegenüber den Kohlebaronen dargestellt

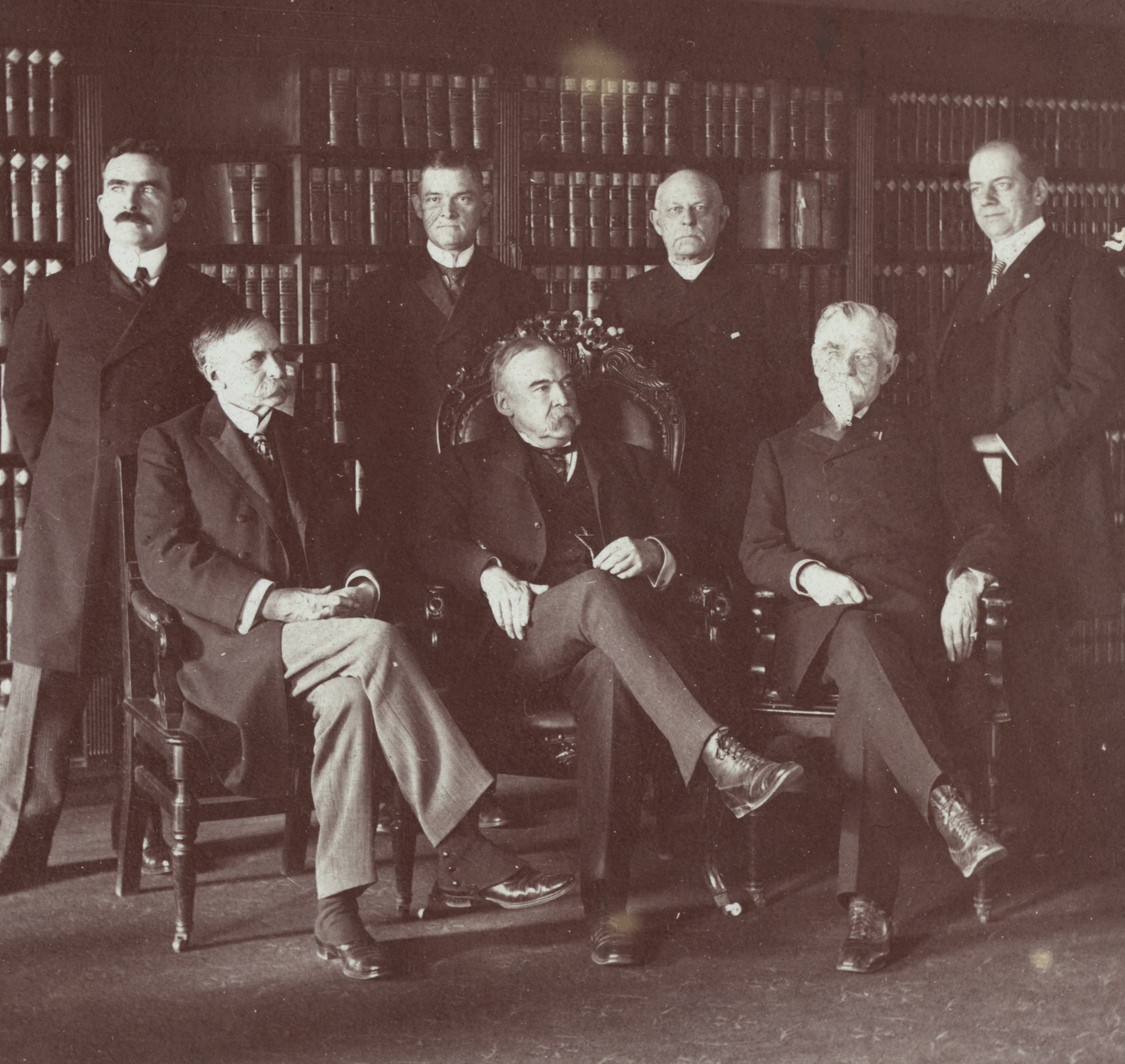
Die Schlichterkommission

Der Anthrazit-Streik war ein großer Bergarbeiterstreik im US-Bundesstaat Pennsylvania, der von Mai bis Oktober 1902 andauerte. Der Streik wurde von John Mitchell angeführt, der ein Mitglied der United Mine Workers of America (UMWA) war.

## Verlauf
Am 12. Mai 1902 traten etwa 150.000 Arbeiter vieler Anthrazitbergwerke in den Streik. Zentrale Forderungen der Bergleute waren Lohnerhöhung, Arbeitszeitverkürzung und die Anerkennung der Gewerkschaft United Mine Workers of America. Der Ausstand zog sich über mehrere Monate hin, weshalb die Kohlevorräte vor dem nahenden Winter 1902/1903 vielerorts zur Neige gingen. Da die Verhandlungen zwischen den beiden Parteien zäh und ergebnislos verliefen, schaltete sich US-Präsident Theodore Roosevelt als Schlichter in die Verhandlungen ein und drohte mit einem Einsatz des Militärs in den Bergwerken, um einem drohenden Versorgungsengpass vorzubeugen. Dies stellte den ersten Eingriff eines US-Präsidenten in einen Arbeitskampf der US-Geschichte dar. Der Streik endete schließlich am 23. Oktober 1902.
Die Bergleute erreichten eine zehnprozentige Lohnerhöhung und eine Verkürzung der Arbeitszeit; die Anerkennung der United Mine Workers Union blieb aus.